# 东方盛虹
江苏东方盛虹股份有限公司，簡稱江苏东方盛虹股份、江苏东方盛虹，以及东方盛虹（英語：Jiangsu Dongfang Shenghong Co., Ltd.，深交所：000301），是在1998年，由當時江苏吴江丝绸集团有限公司、江苏省丝绸集团有限公司、中国丝绸工业总公司、中国服装集团公司、苏州市对外发展总公司，設立位於總部蘇州吴江区，前身為「吴江丝绸股份有限公司」一家曾是國有企業，2008年，更名為「江苏吴江中国东方丝绸市场股份有限公司」（英文名稱為：「Jiangsu Wujiang China Eastern Silk Market Co.,Ltd.」），到了2018年9月，才開始更名為「江苏东方盛虹股份有限公司」。業務在中國內地和全球經營民用涤纶长丝的研发、生产和销售以及PTA、热电的生产、销售等，現時為盛虹控股集團有限公司旗下。

## 历史[2]
1998年，由當時江苏吴江丝绸集团有限公司、江苏省丝绸集团有限公司、中国丝绸工业总公司、中国服装集团公司、苏州市对外发展总公司，設立位於總部蘇州 吴江区，前身為「吴江丝绸股份有限公司」，業務最早經營民用涤纶长丝的研发、生产和销售。
2000年，股份在2000年5月29日於深交所上市，以4.18元人民幣招股定價，發行10,500萬普通股。
2017年，盛虹控股集團有限公司把旗下江苏国望高科纤维有限公司，以發行2,810,816,777股，發行定價為4.53元人民幣，涉資金額為127.33億元人民幣，注入前身為「江苏吴江中国东方丝绸市场股份有限公司」。
2018年，更名為「江苏东方盛虹股份有限公司」。
2021年4月，东方盛虹計劃併購盛虹控股集團有限公司旗下「江苏斯尔邦石化有限公司」。
2021年7月，东方盛虹拟通过发行股份及支付现金方式，落實以143.6億元人民幣，收購「江苏斯尔邦石化有限公司」。